# José Oliveros
José Oliveros, es un luchador venezolano de lucha grecorromana. Ganó una medalla de plata en el Campeonato Panamericano de 2015.